# Howard Florey
Howard Walter Florey (Adelaide, 24 september 1898 – Oxford, 21 februari 1968) was een Australische patholoog en behoorde tot de kleine groep ontdekkers van de penicilline.

## Biografie
Florey werd geboren in Adelaide als zoon van Joseph Florey (1857-1918) en Bertha Mary Wadham Florey. Hij genoot zijn opleiding in Adelaide en kon in 1921, dankzij een Rhodesbeurs, zijn studie in Groot-Brittannië voortzetten, aan de Universiteit van Oxford. Hij zou het grootste deel van zijn leven in Engeland doorbrengen.
In 1935 werd Howard Florey professor aan de Universiteit van Oxford. Samen met Ernst Boris Chain ontwikkelde hij, op basis van de onderzoeken en ontdekkingen van Alexander Fleming uit 1928, het geneesmiddel penicilline. Ze wisten een kweekje van de oorspronkelijke schimmel (Penicillium notatum) te verkrijgen en met de hulp van biochemicus Norman Heatley (1911-2004) lukte het om voldoende penicilline te isoleren. Bij onderzoek naar de werking van penicilline op muizen geïnfecteerd met bacteriën ontdekten ze dat behandelde muizen bleven leven, terwijl niet behandelde muizen stierven.
Tijdens de Tweede Wereldoorlog ging Howard Florey naar de Verenigde Staten van Amerika, omdat onderzoek in Engeland onmogelijk was geworden. Hier kwam Florey een schimmel tegen die op stukje meloen groeide en 3000 keer meer penicilline produceerde dan de originele stam van Fleming.
Voor hun penicilline-onderzoek werd aan Florey, Chain en Fleming in 1945 de Nobelprijs voor Medicijnen uitgereikt. Howard Florey was reeds in 1944 in de adelstand verheven. In 1957 kreeg hij de Copley Medal. In 1960 werd hij gekozen als president van de Royal Society. In 1965 kreeg hij de Gouden Lomonosov-medaille van de Academie van Wetenschappen van de USSR.
1901: Behring · 
1902: Ross · 
1903: Finsen · 
1904: Pavlov · 
1905: Koch · 
1906: Golgi, Ramón y Cajal · 
1907: Laveran · 
1908: Mechnikov, Ehrlich · 
1909: Kocher · 
1910: Kossel · 
1911: Gullstrand · 
1912: Carrel · 
1913: Richet ·
1914: Bárány · 
1919: Bordet · 
1920: Krogh · 
1922: Hill, Meyerhof · 
1923: Banting, Macleod · 
1924: Einthoven ·
1926: Fibiger · 
1927: Wagner-Jauregg · 
1928: Nicolle · 
1929: Eijkman, Hopkins · 
1930: Landsteiner · 
1931: Warburg · 
1932: Sherrington, Adrian · 
1933: Morgan · 
1934: Whipple, Minot, Murphy · 
1935: Spemann · 
1936: Dale, Loewi · 
1937: Szent-Györgyi · 
1938: Heymans · 
1939: Domagk · 
1943: Dam, Doisy · 
1944: Erlanger, Gasser · 
1945: Fleming, Chain, Florey · 
1946: Muller · 
1947: C. Cori, G. Cori, Houssay · 
1948: Müller · 
1949: Hess, Moniz · 
1950: Kendall, Reichstein, Hench · 
1951: Theiler · 
1952: Waksman · 
1953: Krebs,Lipmann ·
1954: Enders, Weller, Robbins · 
1955: Theorell · 
1956: Cournand, Forssmann, Richards · 
1957: Bovet · 
1958: Beadle, Tatum, Lederberg · 
1959: Ochoa, Kornberg · 
1960: Burnet, Medawar · 
1961: Békésy · 
1962: Crick, Watson, Wilkins · 
1963: Eccles, Hodgkin, Huxley · 
1964: Bloch, Lynen · 
1965: Jacob, Lwoff, Monod · 
1966: Rous, Huggins · 
1967: Granit, Hartline, Wald · 
1968: Holley, Khorana, Nirenberg · 
1969: Delbrück, Hershey, Luria · 
1970: Katz, Euler, Axelrod · 
1971: Sutherland · 
1972: Edelman, Porter · 
1973: Frisch, Lorenz, Tinbergen · 
1974: Claude, De Duve, Palade · 
1975: Baltimore, Dulbecco, Temin ·
1976: Blumberg, Gajdusek · 
1977: Guillemin, Schally, Yalow · 
1978: Arber, Nathans, Smith · 
1979: Cormack, Hounsfield · 
1980: Benacerraf, Dausset, Snell · 
1981: Sperry, Hubel, Wiesel · 
1982: Bergström, Samuelsson, Vane · 
1983: McClintock · 
1984: Jerne, Köhler, Milstein · 
1985: Brown, Goldstein · 
1986: Cohen, Levi-Montalcini · 
1987: Tonegawa · 
1988: Black, Elion, Hitchings · 
1989: Bishop, Varmus · 
1990: Murray, Thomas · 
1991: Neher, Sakmann · 
1992: Fischer, Krebs · 
1993: Roberts, Sharp · 
1994: Gilman, Rodbell · 
1995: Lewis, Nüsslein-Volhard, Wieschaus · 
1996: Doherty, Zinkernagel · 
1997: Prusiner · 
1998: Furchgott, Ignarro, Murad · 
1999: Blobel · 
2000: Carlsson, Greengard, Kandel ·
2001: Hartwell, Hunt, Nurse · 
2002: Brenner, Horvitz, Sulston · 
2003: Lauterbur, Mansfield · 
2004: Axel, Buck · 
2005: Marshall, Warren ·
2006: Fire, Mello ·
2007: Capecchi, Smithies, Evans ·
2008: Zur Hausen, Barré–Sinoussi, Montagnier ·
2009: Blackburn, Greider, Szostak ·
2010: Edwards ·
2011: Beutler, Hoffmann, Steinman ·
2012: Gurdon, Yamanaka ·
2013: Rothman, Schekman, Südhof ·
2014: O'Keefe, Moser, Moser ·
2015: Campbell, Omura, Tu ·
2016: Osumi ·
2017: Hall, Rosbash, Young ·
2018: Allison, Honjo ·
2019: Kaelin, Ratcliffe, Semenza ·
2020: Alter, Houghton, Rice ·
2021: Julius, Patapoutian ·
2022: Pääbo ·
2023: Karikó, Weissman ·
2024: Ambros, Ruvkun